# 5e division légère (Allemagne)
 (septembre 2014).
Si vous disposez d'ouvrages ou d'articles de référence ou si vous connaissez des sites web de qualité traitant du thème abordé ici, merci de compléter l'article en donnant les références utiles à sa vérifiabilité et en les liant à la section « Notes et références ».
La 5e division légère   (en allemand : 5. Leichte-Division) est une des divisions légères (de) mécanisées de l'armée allemande (Wehrmacht) au début de la Seconde Guerre mondiale.

## Création

### Opérations en Afrique du Nord

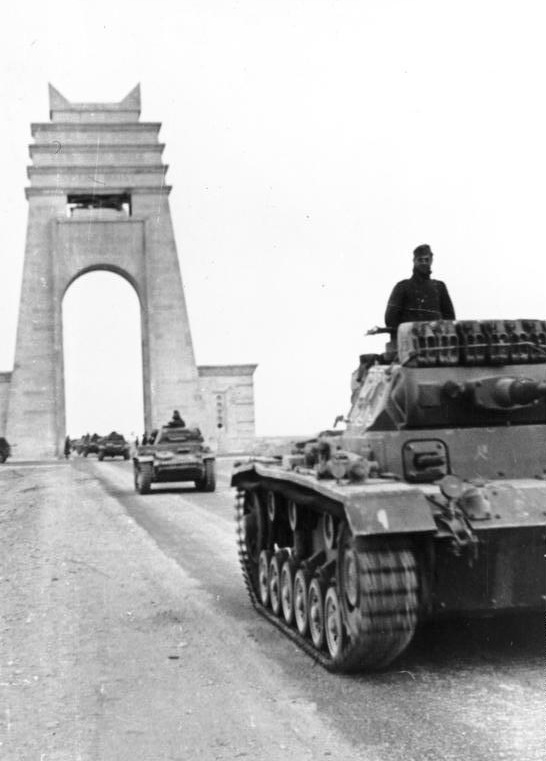
PzKW II et PzKW III du Panzer-Regiment 5 de la 5e division légère passant sous l'Arco dei Fileni le 21 mars 1941 (on peut noter que le panzer au premier plan possède encore l'emblème de la 3e Panzerdivision).

Pour secourir l'armée italienne en déroute en Libye, le 11 janvier 1941, Adolf Hitler ordonne à la Wehrmacht d'envoyer un « Speerverband » (littéralement : « détachement de blocage ») formé à partir des unités issues de la 3e Panzerdivision.
Ce groupement prend le nom de 5. Leichte Division et est confiée au Generalmajor Johannes Streich.
Le 5 février, Hitler décide d'envoyer une deuxième division et le lendemain, il charge Erwin Rommel de prendre le commandement de ces deux unités, ainsi que des troupes mécanisées italiennes. Rommel arrive à Tripoli, le 12 février, suivi deux jours plus tard par l'avant-garde de la 5. Leichte Division, à savoir l'Aufklärung abteilung 3 et le Panzerjäger abteilung (mot.) 605. Ces faibles forces montent quelques coups de main, pour impressionner les Britanniques, qui de tout façon, ont ordre de suspendre leur avance.
Le 11 mars, c'est le Panzer regiment 5 qui débarque avec 150 chars dont 80 PzKW III et PzKW IV.
Le 31 mars, Rommel déclenche une contre-attaque en coupant à travers le désert et repousse les Britanniques jusqu'à la frontière égyptienne, encerclant la garnison australienne de Tobrouk, le 11 avril. Cependant, les assauts contre le port échouent face à la détermination de la 9th Australian division qui parvient même à anéantir un des deux bataillons de mitrailleurs de la 5. Leichte Division, le Maschinengewehr Btl. 8, lors d'une contre-attaque, le 13 avril. La situation est alors bloquée et Rommel doit attendre des renforts et une amélioration de son ravitaillement pour reprendre son avance vers l'Égypte. En juin 1941, elle participe à la lutte contre l'opération alliée Battleaxe.
Après l'arrivée de la 15e Panzerdivision sur le théâtre africain, le 1er août 1941, la 5e division légère est restructurée et prend le nom de 21e Panzerdivision.

## Organisation

### Commandants
| Date                              | Grade                     | Commandant              |
| --------------------------------- | ------------------------- | ----------------------- |
| 1er janvier 1941 - 7 février 1941 | General der Panzertruppen | Hans Freiherr von Funck |
| 7 février 1941 - 16 mai 1941      | Generalleutnant           | Johannes Streich        |
| 16 mai 1941 - 1er août 1941       | Generalleutnant           | Karl Böttcher           |

### Officiers d'opérations (Ia)
| Date                            | Grade | Commandant          |
| ------------------------------- | ----- | ------------------- |
| 18 février 1941 - 1er août 1941 | Major | Wolf-Rüdiger Hauser |

## Théâtres d'opérations
- Allemagne : janvier 1941 - février 1941
- Afrique du Nord : février 1941 - août 1941

## Ordre de bataille
- Stab
- Stab zbV 200
- Panzer-Regiment 5
- 1. / Panzerjäger-Abteilung (mot) 33
- Panzerjäger-Abteilung (mot) 36
- Machinengewehr-Bataillon (mot) 2
- Machinengewehr-Bataillon (mot) 8
- I. / Artillerie-Regiment (mot) 75
- Flak-Abteilung (mot) 605
- Flak-Abteilung (mot) 606
- Aufklärungsstab 2 / 14. Panzer-Division
- Aufklärungsstab (mot) 3
- Feldsprech-Kompanie / Nachrichten-Abteilung Libyen
- Kompanie / Pioneier-Bataillon (mot) 39
- Nachschubstab zbV (mot) 668
- Nachschub-Bataillon (mot) 532
- Nachschub-Bataillon (mot) 533
- 3. / Nachschub-Bataillon (mot) 39
- Nachschub-Bataillon (mot)
- Wasserkolonne (mot) 797
- Wasserkolonne (mot) 801
- Wasserkolonne (mot) 803
- Wasserkolonne (mot) 822
- Wasserkolonne (mot)
- Filterkolonne (mot) 800
- Filterkolonne (mot) 804
- Grosse Wasserkolonne (mot) 641
- Grosse Wasserkolonne (mot) 645
- Reifenstaffel (mot) 13
- Reifenstaffel (mot) 210
- Kraftwagenwerkstatt-Kompanie (mot) 122
- Kraftwagenwerkstatt-Kompanie (mot) 129
- 1. / Sanitäts-Kompanie (mot) 83
- 4. / Kriegslazarett (mot) 572
- Krankenkraftwagen-Zug (mot) 631
- Krankenkraftwagen-Zug (mot) 633
- Bäckerei-Kompanie (mot) 531
- Feldgendarmerie-Trupp (mot) 309
- Feldpostamt zbV (mot) 735